# Жандаулетов, Муратбек Омарбекович
Муратбек Омарбекович Жандаулетов (род. 2 мая 1946, Ахангаранский район, Ташкентская область УзССР) — советский и казахский архитектор.

## Биография
В 1970 окончил архитектурно-строительный факультет Казахского политехнического института.
С 1970 по 1986 годы работал в архитектурно-планировочной мастерской № 1 Государственного проектного института «Карагандагорсельпроект», дойдя до должности руководителя. С 1986 по 1988 годы — главный архитектор Караганды. С 1988 по 1992 годы руководил мастерской генерального плана в Алма-Ате. В 1992 году, после объявления независимости Казахстана, возглавил ТОО «Алматы». С 1993 по 1996 годы параллельно возглавлял творческую фирму «Шахар».
По проектам Муратбека Жандаулетова построены экспериментальные микрорайоны «Степной» в Караганде (1975—1980 гг.) и «Прибрежный» в Джезказгане (1981—1986 гг.), застроена центральная часть Караганды (проект датирован 1978 г.). Другие реализованные проекты — строительство музея Ильяса Джансугурова в одноимённом селе Алма-Атинской области, реконструкция Карагандинского зоопарка, застройка зоны отдыха у озёр Жасыбай, Сабындыколь, Торайгыр и Биржанколь на территории Баянаульского национального парка, строительство центра Олимпийской подготовки РК в Алматы и Алматинской области.

## Награды
- Государственная премия Казахской ССР (1978)